# Sonja Pinchasowna Abramowa
Sonja Pinchasowna Abramowa (russisch Соня Пинхасовна Абрамова Sonja Pinchasowna Abramowa; * 2. Juni 1930 in Taschkent, Usbekische Sozialistische Sowjetrepublik, Sowjetunion; † 24. Dezember 2019) war eine sowjetisch-usbekische Pianistin, Komponistin und Musikpädagogin.

## Leben
Sonja Pinchasowna Abramowa wuchs in Taschkent auf und besuchte das dortige Musikkonservatorium. Nachdem sie von 1948 bis 1949 der Kompositionsklasse Juri Nikolajewitsch Tjulins (1893–1978) zugeteilt war, wurde sie 1954 nach dem Studium in der Klasse Georgi Alexandrowitsch Muschels im Fach Komposition graduiert. Nach dem Abschluss arbeitete sie zunächst von 1953 bis 1957 als musikalische Mitarbeiterin in einem Kindergarten in Taschkent. Von 1957 bis 1961 unterrichtete sie Klavier und Musiktheorie an einem Internat für musikalische begabte Kinder. Ab 1961 arbeitete sie als Dozentin an der musikpädagogischen Fakultät des Pädagogischen Instituts in Taschkent.

## Werke (Auswahl)
Sonja Pinchasowna Abramowa komponierte diverse Werke. 1954 veröffentlichte sie die Oper Tamara, nachdem sie 1953 ein Konzert für Klarinette und Orchester verfasst hatte. Im Bereich der Klaviermusik schrieb sie 1956 eine Klaviersonate und 1964 vier Sonatinen. 1961 veröffentlichte sie ein Album mit Klavierstücken und 1962 den Zyklus Зоопарк [Zoo]. Zu kleineren Klavierkompositionen zählen drei Fugen aus dem Jahr 1957, Variationen aus den Jahren 1951 und 1963 so wie vier polyphone Stücke aus dem Jahr 1971. 1961 veröffentlichte sie eine Sonate für Oboe und Klavier. Neben den Romanzen Рассвет [Morgendämmerung] (1952) nach einem Text von Alexei Wassiljewitsch Kolzow, Тихо ночь ложится [Die ruhige Nacht legt sich darnieder] (1952) nach Iwan Sawwitsch Nikitin, Dilbar mit Text von Aminjon Schukuchi (1950) und Колыбельная [Wiegenlied] (Text von M. Isakovski (1960)) schrieb sie diverse Lieder und Chöre. Aus ihrer pädagogischen Arbeit mit Kindern heraus schrieb sie auch viele Stücke für Kinder. So im Jahr 1972 Бабушка, милая бабушка [Großmutter, liebe Großmutter] und 1988 Шагайте смелее, танцуйте веселее : Марши и танцы для детей: Для фп. Märsche und Tänze für Klavier. Beide Sammlungen sind im Bestand der Russischen Staatsbibliothek.